# 小小心願
《小小心願》，是香港麗的電視製作的電視劇，在1980年12月首播，由劉嘉豪監製，張國榮、黎漢持、文雪兒、阮佩珍、王宇凰主演。值得一提是梅愛芳、梅艷芳姐妹及多位麗的電視幕後工作人員亦有客串參與本劇演出。

## 劇情簡介
范妙香（苗金鳳飾）與前夫生下一女湯念嚴（文雪兒飾），改嫁一慈善機構的秘書湯正己（文千歲飾）後，生活頗富裕，使她姐姐范惜香（黎萱飾）心有不甘，遂強迫丈夫沈中耀（劉一帆飾）改行做髮型設計。沈中耀由於年紀已大，實不習慣，終被解僱，後不慎墮海身亡，餘下二子，一是幼子沈再良（張國榮飾），自以為有音樂天份，另為長子沈再文（黎漢持飾），港大畢業後任房屋署助理員，認識了程鳳枝（王宇鳳飾）。鳳芝是一位女督察，後來參選“環宇玉女”獲得亞軍，但未受虛榮影響，終於與再文戀愛成熟，結婚生子。
范惜香之幼子沈再良十分孝順，母親不許他與湯念嚴來往，他也沒抗拒，最後念嚴一怒之下離家出走，自暴自棄，甘願成為富商的黑市夫人。後來再良在母親鼓勵協助下灌錄唱片，可惜並不暢銷，經過不少挫折，終於經李美珠（阮佩珍飾）介紹另找了一新工作，而且工作愉快。最後再良向美珠求婚，她含羞答應了。
范惜香又反對兒子再良與美珠的婚事，但這時再良已經思想成熟，指摘母親太自私，想永遠控制他，終被他無情地粉碎了母親畸型的想法。

## 演員表
- 張國榮 飾 沈再良
- 黎漢持 飾 沈再文
- 文雪兒 飾 湯念嚴 (Kitty)
- 阮佩珍 飾 李美珠
- 王宇凰 飾 程鳳枝
- 黎宣 飾 范惜香
- 劉一帆 飾 沈中耀
- 苗金鳳 飾 范妙香
- 文千歲 飾 湯正己
- 馮峰 飾  程霸
- 良鳴 飾 李泉
- 麥當傑 飾 沈再良朋友
- 梁志明 飾 沈再良朋友
- 張沛忠 飾 沈再良朋友
- 洪康祺 飾 沈再良朋友
- 甄銘新 飾 沈再良朋友
- 夏玉麟 飾 歐陽漢華
- 卡迪遜 飾 有型士
- 伍永森 飾 何先生
- 夏春秋 飾 葉生
- 顔聯武 飾 歌王
- 何樹培 飾 学師超
- 周濂發 飾  Bobby
- 阮惠熊 飾 髪型校長
- 潘婉芬 飾 戴巧娥／美容師
- 黄植森 飾 記者
- 張百豪 飾 股民
- 梅愛芳 飾 股民
- 梅艷芳 飾 股民
- 顔國樑 飾 盧警司
- 李秉鏜 飾 阿paul
- 關偉倫 飾 律師
- 蕭山仁 飾 經記
- 陳維英 飾 主持
- 詹惠風 飾 Joe Chan
- 鄭恕峰 飾 導演
- 凌文海 飾 Tony
- 梁漢威 飾 唱片商
- 查傳誼 飾 髪型師
- 布美瑜 飾 司儀
- 曾健明 飾 Bartender

## 劇中歌曲
- 《小小心願》主唱：陳秀雯
- 《小小成就》主唱：陳秀雯
- 《愛有萬萬千》主唱：張國榮
- 《Morning Has Broken》主唱：Cat Stevens
- 《The Rainbow Connection》主唱：張國榮
- 《橄欖樹》主唱：顔聯武，原唱：齊豫
- 《Take Me Home, Country Road》主唱：張國榮，原唱：John Denver
- 《殘夢》主唱：張國榮，原唱：關正傑
- 《Leaving on a Jet Plane》主唱：張國榮，原唱：John Denver
- 《I'm Sorry》主唱：張國榮，原唱：John Denver
- 《雪中情》主唱：張國榮，原唱：關正傑
- 《分分鐘需要你》主唱：張國榮，原唱：林子祥
- 《相依過一生》主唱：張國榮
- 《飛越彩虹》主唱：張國榮，原唱：陳百強

## 軼事
張國榮在拍攝此劇期間，因之前拍攝《大內群英續集》時剃了光頭，被迫要戴著假髮演出。